# 埃德温·麦克米伦
埃德温·马蒂森·麦克米伦（英語：Edwin Mattison McMillan，1907年9月18日—1991年9月7日）是一位美国化学家。

## 生平
生于美国加利福尼亚州雷東多海灘 (加利福尼亞州)，美国化学家，加州大学伯克利分校教授、劳伦斯伯克利国家实验室研究员。1951年与格伦·西奥多·西博格分享諾貝爾化學獎。